# Ромейкі (Вармінсько-Мазурське воєводство)
Ромейкі (пол. Romejki) — село в Польщі, у гміні Елк Елцького повіту Вармінсько-Мазурського воєводства.
У 1975-1998 роках село належало до Сувальського воєводства.